# Kościół św. Michała Archanioła w Russocicach
Kościół świętego Michała Archanioła w Russocicach – rzymskokatolicki kościół parafialny należący do parafii pod tym samym wezwaniem (dekanat turecki diecezji włocławskiej).
Obecna świątynia została zbudowana pod koniec XV wieku, później była przebudowywana, gruntownie odnowiona i konsekrowana w 1900 roku. Budowla reprezentuje styl późnogotycki, jest murowana, orientowana, jednonawowa, pokryta dachówką, w fasadzie umieszczona jest wieża. Prezbiterium kościoła jest węższe i niższe, zamknięte prostą ścianą, przy nim, od strony północnej znajduje się zakrystia z piętrem nadbudowanym w XVIII wieku; natomiast od strony południowej umieszczona jest nowa zakrystia. Przy nawie z obu stron usytuowane są neogotyckie kaplice dobudowane w XIX wieku. Sklepienie kolebkowe z lunetami pochodzi z XVII/XVIII wieku. Łuk tęczowy jest półkolisty. Chór muzyczny murowany posiada wybrzuszoną balustradę. Okna są ostrołukowe, szczyt wschodni prezbiterium rozczłonkowany jest tynkowanymi blendami o łukach półkolistych, w blendach znajdują się malowidła z XIX wieku przedstawiające tajemnice różańcowe. Malatura została odnowiona w 1936 roku i w 1967 roku. Wieża w górnej części jest barokowa, powstała w 1694 roku, nakrywa ją dach hełmowy i latarnia, w 1996 roku pokryte blachą miedzianą. W wielkim ołtarzu jest umieszczony obraz Matki Bożej Różańcowej namalowany przez Ignacego Jasińskiego z Warszawy około 1873 roku, ufundowali go Bartłomiej Maciaszek i Marcin Janiak z Kun. Obraz ten jest ozdobiony srebrną pozłacaną sukienką w stylu barokowym z końca XVIII wieku. Obraz ten jest zasłaniany obrazem św. Michała Archanioła, namalowanym przez artystę Aksimowicza z Warszawy. Obraz św. Józefa reprezentuje styl barokowy. W krzyżu srebrnym ołtarzowym znajdują się relikwie św. Filipa Nereusza. Rzeźba św. Floriana w stylu ludowym. Monstrancja w stylu barokowym, pacyfikał w stylu rokokowym. Organy z 1870 roku, zostały wykonane przez Stanisława Przybyłowicza z Warszawy.